# Soggetto-verbo-oggetto
In tipologia linguistica, si dice che una lingua è SVO quando le frasi seguono, generalmente, un ordine soggetto-verbo-oggetto.
La lingua italiana "auditiva" è una lingua di questo genere (il gatto mangia il topo), mentre la lingua dei segni italiana (in acronimo LIS) è invece una lingua SOV.
Quest'ordine evidenzia la funzione attiva di chi compie l'azione, ponendo l'azione di transizione in mezzo e chi la subisce/il ricevente al fondo della frase; in questo modo il verbo separa le due parti nominali della frase.   